# Benelli TNT
La Benelli TNT è una motocicletta della Benelli. Deriva dalla Tornado Tre 900, ed è stata presentata e commercializzata dal 2004, restando in produzione, con alcune modifiche minori, sino al 2016. Il disegno si deve ad Adrian Morton. Il nome "TNT" è l'acronimo di "Tornado Naked Tre". "Tornado" perché motore e telaio sono derivati dalla sorella carenata, "Naked" per l'assenza della carenatura e "Tre" perché il motore è un 3 cilindri in linea. Il telaio è uguale alla Tornado Tre, mentre il forcellone è diverso. Verrà prodotta in diverse versioni (fra cui Sport, Sport Evo, Cafe Racer, Titanium, R160, R, 899, Century Racer) e con due motorizzazioni (all'iniziale 1130 si affiancherà un propulsore 899). L'acquisto quasi a inizio produzione (nel 2005) dell'azienda da parte del gruppo cinese Qianjiang Motor, porta il management ad apportare alcune modifiche volte a intervenire su affidabilità e qualità, cambiando anche alcuni fornitori.

## Descrizione

### 1130
La prima ad essere presentata è la 1130, nel 2004 (in listino - nella versione originaria - fino al 2008). Meccanicamente è pressoché identica alla Tornado Tre, anche se il motore (1130 cc da 137  CV) è stato adeguatamente depotenziato di circa una decina di cavalli (la potenza è di 95 kW).  La caratteristica fondamentale del propulsore che spinge la "TNT" sta nell'elasticità di rotazione: si ha una buona coppia motrice già verso i 2500 giri/min. Le versioni sono diverse, essenzialmente caratterizzate solo da cambi di colorazioni e di qualche accessorio. Dal 2005 al 2008 la Cafè Racer in colorazione gialla, dal 2005 al 2006 la Sport, dal 2005 al 2008 la Titanium, dal 2007 al 2009 la Sport Evo.  Nel 2009 all'EICMA di Milano viene resentata la versione "R" (R160) ritoccata in potenza di erogazione, per arrivare a 116 kW (158 CV), e sarà prodotta dal 2010 al 2016. Dal 2012 al 2013 - per celebrare il centenario della casa - esce la Century Racer, con colorazione grigio oliva.

### 899
Nel 2008 viene presentata, per essere poi commercializzata, la versione "899", con un motore di 900 cm³ e una potenza che si aggira attorno ai 120 CV. Resterà in listino - nella versione originaria - fino al 2011. Anche in questo caso, le versioni si differenziano spesso per mere modifiche cromatiche e di accessoristica. La 899 base ("biposto")  è interamente nera (telaio e sovrastrutture), con sella monopezzo e sospensioni specifiche. La 899S ha invece colore giallo/arancio; berrà prodotta dal 2008 al 2011 Nel 2010 viene proposta una nuova versione di 899, in listino fino al 2016 e nel 2011 anche la 899 riceve la livrea "century racer" fino al 2012.
Nel 2016, anno di introduzione della normativa euro 4, cessa la commercializzazione della moto, il cui propulsore non era stato adeguato ai nuovi standard.

## La nuova TNT e la 125.
Nel 2021 in Cina è stata presentata la Benelli TNT 899, ai tempi fuori listino non essendo a causa dell'obsolescenza del progetto più in grado di rinnovare le omologazioni anti inquinamento, con le medesime caratteristiche tecniche e componentistiche della versione uscita di produzione e alcune minori migliorie; ridisegnato e rinnovato il faro (adesso full Led con luce DRL) e gli indicatori di direzione, a led); ridisegnati i pannelli laterali copriradiatore. La moto ed il motore sono in maniera ufficiale interamente prodotti ed assemblati in Cina e destinati al mercato asiatico. Nel frattempo, per il mercato nazionale, è stata commercializzata una TNT 125 che con la sorella maggiore condivide solo il nome.